# Säverums naturreservat
Säverums naturreservat är ett naturreservat i Valdemarsviks kommun i Östergötlands län.
Området är naturskyddat sedan 2019 och är 30 hektar stort. Reservatet omfattar ön Sandö i Yxningen och mark vid sjöns norra strand. Reservatet består av hällmarkstallskogar och blandbarrskogar.